# Kefalinia (gmina)
Kefalinia (gr. Δήμος Κεφαλλονιάς, Dimos Kefalonias) – gmina w Grecji, w administracji zdecentralizowanej Peloponez, Grecja Zachodnia i Wyspy Jońskie, w regionie Wyspy Jońskie, w jednostce regionalnej Kefalinia. W jej skład wchodzi między innymi wyspa Kefalinia. Siedzibą gminy jest Argostoli. W 2011 roku liczyła 35 801 mieszkańców. Powstała 1 stycznia 2011 roku w wyniku połączenia dotychczasowych gmin: Argostoli, Sami, Pilares, Paliki, Liwatos, Elios-Proni i Erisos oraz wspólnoty Omala.